# Alois Höfler
Alois Höfler (Kirchdorf, 6 aprile 1853 – Vienna, 26 febbraio 1922) è stato un filosofo e psicologo austriaco.

## Vita
Höfler fu studente di Ludwig Boltzmann e Franz Brentano a Vienna e di Alexius Meinong a Graz e ottenne il dottorato con uno scritto su Einige Gesetze der Unverträglichkeit zwischen Urteilen (Alcune leggi sull'incompatibilità tra giudizi).
Insegnò dapprima al ginnasio Theresianum e dal 1894 all'Università di Vienna, dopo aver conseguito l'abilitazione con lo scritto Psychische Arbeit (Lavoro psichico). Assieme a Brentano, fondò la "Società Filosofica" all'Università di Vienna, di cui fu ripetutamente direttore, organizzando dibattiti sulla logica, l'epistemologia e la fondazione delle scienze. Questo, assieme all'interesse per Bernard Bolzano, gli valse di essere nominato nel manifesto del Circolo di Vienna.
Tenne fitta corrispondenza e collaborò intensivamente con molteplici autori di spicco, tra cui il suo maestro e amico Meinong, Ernst Mach e Felix Klein.
Tra i suoi studenti vi furono, al Theresianum, i fisici Friedrich Hasenöhrl e Marian von Smoluchowski e,  all'università di Vienna, Walter Schmied-Kowarzik (dal 1904 al 1908).

## Pensiero e influenza
Tramite Boltzmann (studente di Robert Zimmermann) e Meinong, Höfler venne inizialmente a contatto con la filosofia di Bolzano. Nella Scuola di Brentano fu tra i primi a tentare di conciliare le posizioni di Brentano e Bolzano nella sua Logik, che influenzò sia Edmund Husserl che Kazimierz Twardowski nello sviluppo delle loro posizioni. Quest'opera fu al centro della polemica e rispettivo allontanamento tra Brentano e Meinong.
Inoltre, il suo concetto di "lavoro psichico" fu fondamentale per la serie di articoli di Benno Kerry Über Anschauung und ihre psychische Verarbeitung.
Come direttore e principale animatore della "Società Filosofica" viennese, ebbe una grande influenza nel propagare un pensiero filosofico-scientifico ad un pubblico piuttosto vasto (regolarmente circa 200 partecipanti).

## Opere
- Philosophische Propdeutik. Erster Theil: Logik, in collaborazione con Alexius Meinong, Vienna: F. Tempsky / G. Freytag, 1890.
- “Psychische Arbeit”, in Zeitschrift für Psychologie und Physiologie der Sinnesorgane, 8, 1895, pp. 44–103 e 161-230.
- Psychologie, Vienna (etc.) : F. Tempsky, 1897. (testo online)
- “Die unabhängigen Realitäten”, in Kant-Studien, 12, 1907, pp. 361–392.
- (edizione a cura di) Werke Bernard Bolzanos, Lipsia: Felix Meiner, 1914
- (edizione a cura di) Bernard Bolzano Paradoxien des Unendlichen (con note a cura di Hans Hahn), Lipsia: Felix Meiner, 1921